# Collsacreu (Vilanova de Sau)
El Collsacreu és una serra situada al municipi de Vilanova de Sau a la comarca d'Osona, amb una elevació màxima de 690 metres.